# Pere Miret i Cerdà
Pere Miret i Cerdà   (Sant Pere de Ribes, segle XIX - segle XX) fou un polític català, que fou alcalde de Sant Pere de Ribes en diverses ocasions entre 1899 i 1922. Persona interessada per la ciència, feu un acurat seguiment de la climatologia local i impulsà diversos projectes agrícoles innovadors.
Va fer un quadern entre el 1901 i el 1930 amb notes sobre el procés de producció, les inversions i les millores a les terres i al mas, amb molt detalls útils pels historiadors per conèixer aspectes sobre els quals hi ha poca informació de la vida de principis del segle xx, com els preus dels vins. Un "bolletí" el cita entre els col·laboradors d'Antoni Maria Alcover i Sureda en el Diccionari català-valencià-balear.
Sota els seus mandats i els diversos períodes que van tenir lloc entre els seus mandats es portaren a terme nombroses obres públiques i el poble prengué una clara configuració urbana després de segles de ser un agregat de nuclis dispersos. Impulsà diversos treballs de millora, com construcció de rescloses en les zones més erosionades per la riera, obertura de pous, suport a les obres públiques d'iniciativa privada del moment (enllumenat, aigua, església nova, hospital del Redós), eixamplament de la carretera de Sitges en diversos trams i d'altres. Tingué una molt nombrosa descendència.